# Me'Ahorei Hasoragim
Me'Ahorei Hasoragim é um filme de drama israelita de 1985 dirigido e escrito por Uri Barbash. Foi indicado ao Oscar de melhor filme estrangeiro na edição de 1986, representando Israel.